# Pedro Paulo de Oliveira
Pedro Paulo de Oliveira (Rio de Janeiro, 29 de junho de 1977), mais conhecido como Pedrinho, é um ex-futebolista brasileiro que atuava como meio-campista. Em janeiro de 2024, assumiu o cargo de presidente do Vasco da Gama, com mandato até 2026.

## Carreira

### Vasco da Gama
Revelado pelo Vasco da Gama, onde iniciou no futsal aos seis anos de idade, Pedrinho foi promovido à equipe principal em 1995, junto com o seu amigo Felipe com quem conviveu em todas as categorias de futebol do clube. Começou a se destacar no Campeonato Brasileiro de 1997, e formou ao lado de Ramon e Juninho Pernambucano um meio-campo ofensivo que criava jogadas para a dupla de ataque Evair e Edmundo.
No dia 12 de outubro de 1995, fazia sua estreia no time profissional do Vasco da Gama.
| “ | Eu tinha passado por toda base do Vasco, e o Zanata, que era o treinador da equipe júnior, assumiu o profissional. No seu segundo jogo como treinador profissional e ele já me subiu", disse Pedrinho. | ” |

Viveu o melhor momento de sua carreira na campanha vitoriosa do Vasco na Copa Libertadores de 1998, sendo decisivo nas quartas de final onde marcou dois gols frente ao Grêmio. Após a conquista, Pedrinho foi convocado pela primeira vez à Seleção Brasileira, que enfrentaria a Iugoslávia. Porém, no dia 6 de setembro, dois dias antes de se apresentar, ele rompeu o ligamento cruzado anterior do joelho direito após uma entrada forte de Jean Elias, durante jogo contra o Cruzeiro, em São Januário. Passados sete meses de recuperação, o jogador voltou num amistoso pelo 'Expressinho', time B do Vasco, contra o Duque de Caxias, onde marcou dois gols. Contudo, dois dias depois, em outro amistoso, contra o Volta Redonda, o meia voltou a sentir o mesmo problema no joelho. Pedrinho só retornaria 11 meses depois, em fevereiro de 2000, na primeira partida da decisão do Rio-São Paulo daquele ano.
Dois meses depois envolveu-se num episódio polêmico na final da Taça Guanabara. Na comemoração do seu gol, o último na goleada de 5–1 sobre o Flamengo, Pedrinho foi comemorar com gestos mandando a torcida rival se calar. Pouco depois, antes de ser substituído, recebeu um passe no lado do campo e fez algumas embaixadas. A atitude irritou parte da equipe adversária. O rubro-negro Juan recebeu o cartão amarelo por tentar atingir com um carrinho o meia vascaíno logo após o lance, e alguns jogadores do Flamengo foram para cima de Pedrinho, iniciando uma confusão generalizada dentro de campo. Ainda fez parte do memorável título da Copa Mercosul de 2000 e disputou a Libertadores de 2001, na qual o time chegou às quartas de final.

### Palmeiras e breve passagem pelo Fluminense
Ao se transferir para o Palmeiras em 2001, sendo envolvido na dívida em que o clube carioca possuía com o clube paulista, devido a aquisição do atacante Euller, onde estava tendo um ótimo desempenho no Campeonato Brasileiro, Pedrinho se lesionou seriamente pela terceira vez em novembro — curiosamente contra o Vasco da Gama, seu antigo clube — novamente o ligamento cruzado anterior, desta vez no joelho esquerdo. O jogador ficou parado por oito meses.
Em outubro de 2002, a CBF divulgou que ele havia sido flagrado no antidoping em partida do mês anterior, com a substância antidepressiva bupropiona. Porém, a entidade admitiu que o jogador consumia a medicação com a sua anuência. Já como titular em 2004, tendo boas atuações como segundo atacante e marcando gols decisivos, ajudou o alviverde a garantir vaga na Libertadores, um ano depois de disputar a segunda divisão.
Nesse mesmo ano, disputou a sua única partida pela Seleção Brasileira num amistoso com o Haiti.
Em 6 de março de 2005, após estar afastado desde dezembro do ano anterior devido a uma lesão no joelho, Pedrinho voltou na vitória por 3–1 contra o Santos, fazendo dois gols com uma grande exibição no Parque Antarctica. Desafortunadamente, se machucou de novo algumas semanas depois. Pouco jogou no Brasileirão e, antes mesmo do campeonato terminar, foi negociado com o Al-Ittihad, da Arábia Saudita, que disputaria o Mundial de Clubes. Porém, acabou inscrito fora do prazo e ficou de fora do torneio. Retornou ao Brasil em janeiro de 2006 para defender o Fluminense, mas não teve uma boa temporada; voltou a sofrer com contusões e só disputou 18 partidas naquele ano, sendo dispensado em dezembro.

### Santos
Desacreditado, Pedrinho foi contratado pelo Santos em 26 de janeiro de 2007, após passar 17 dias recuperando-se no departamento médico do time, onde foi descoberto e tratado um desequilíbrio em sua cintura pélvica, principal causa das constantes lesões. No clube, sob o comando de Vanderlei Luxemburgo — quem havia lhe convocado para a Seleção em 1998 — voltou a jogar com regularidade e em alto nível. Campeão paulista, esteve presente na campanha do time às semifinais da Libertadores. Em talvez sua melhor apresentação com a camisa alvinegra, Pedrinho marcou dois gols na goleada por 4–1 sobre o Cruzeiro na Vila Belmiro, vitória que iniciou a reabilitação do Santos no Campeonato Brasileiro, onde foi um dos jogadores mais importantes da equipe que se classificou à Copa Libertadores de 2008 como vice-campeã.

### Al Ain
Em 3 de janeiro de 2008, Pedrinho acertou por cinco meses com o Al Ain, dos Emirados Árabes.

### Retorno ao Vasco
No mesmo ano, o jogador regressou ao Brasil e para o clube onde iniciou a carreira. No dia 2 de setembro, o Vasco da Gama anunciou a sua contratação para o resto do ano.

### Figueirense
Depois de seu contrato acabar, Pedrinho foi para o Figueirense, por indicação de seu amigo Edmundo. Após uma passagem sem muito brilho pelo clube catarinense, no dia 6 de agosto de 2009, o meio-campista anunciou a sua decisão de encerrar a carreira como jogador, com apenas 32 anos de idade. O principal motivo foram as constantes lesões que o perseguiram praticamente durante toda a sua carreira futebolística.

### Olaria

Pedrinho em ação pelo Olaria, em 2012

Após dois anos longe dos gramados, em outubro de 2011 Pedrinho anunciou o acerto com o Olaria para a disputa do Campeonato Carioca de 2012.

### Aposentadoria
Pedrinho deu adeus ao futebol no dia 13 de janeiro de 2013, quando o Vasco derrotou o Ajax, da Holanda, em amistoso comemorativo por 1–0. Na semana que antecedeu ao jogo, o jogador se emocionou ao poder participar dos preparativos ao lado do elenco cruz-maltino. O craque vascaíno protagonizou o lance mais marcante da partida ao aplicar um lindo lençol no meia dinamarquês Christian Eriksen.

### Pedrinho e as lesões
Pedrinho conviveu a carreira toda com lesões. Em entrevista à ESPN Brasil, Pedrinho disse que teve uma época de sua carreira que ele começou a achar que seu problema era psicológico, mas que o fisioterapeuta Nilton Petroni descobriu que o suas lesões eram causadas por conta de um desequilíbrio no quadril. Esta parceria com o Nilton Petroni permitiu que, em 2007, defendendo o Santos, Pedrinho conseguisse jogar mais de 60 jogos na temporada.
Também em entrevista a ESPN, Pedrinho disse que uma parcela de culpa de suas lesões cabe a si próprio, pois ele fazia uma carga superior de treinos a que seu corpo suportava, e, por muitas vezes, chegava a esconder suas dores para poder jogar.

## Carreira pós-aposentadoria

### Comentarista esportivo
Em 12 de janeiro de 2014 foi contratado para ser comentarista do programa Jogo Aberto Rio da Band Rio de Janeiro, ao lado de Djalminha e Larissa Erthal.
Em 29 de março de 2015, em razão de uma crise financeira da Band, 50 profissionais foram sumariamente demitidos, entre eles Pedrinho e Djalminha, chegando ao fim o programa na filial da emissora no Rio de Janeiro.
Em 29 de agosto de 2019 foi contratado para ser comentarista esportivo da TV Globo, atuando nos canais SporTV e posteriormente na Globo. Na temporada de 2022, foi eleito numa pesquisa de opinião da UOL entre jogadores do Brasileirão Série A, o melhor comentarista esportivo.
Em 27 de setembro de 2023, Pedrinho surpreendeu a todos e anunciou a sua saída do grupo Globo para concorrer as eleições da presidência do Vasco.

### Auxiliar técnico
Em 10 de dezembro de 2015, Pedrinho foi confirmado como auxiliar técnico de Deivid no Cruzeiro para a temporada 2016. Em 9 de março de 2016, comandou a equipe interinamente contra o Atlético Paranaense em partida da Primeira Liga.
Já no Campeonato Carioca de 2017, foi auxiliar técnico de Felipe (ex-companheiro como jogador nos tempos de Vasco) na comissão do Tigres do Brasil. Porém, ambos foram demitidos ainda em fevereiro, após uma goleada por 4–0 sofrida contra a Cabofriense.

## Presidente do Vasco da Gama
Após sua saída do grupo Globo, Pedrinho anunciou a sua candidatura na eleição para presidente do Vasco da Gama, no triênio de 2024 a 2026. Sua chapa foi a Sempre Vasco.
Em 11 de novembro de 2023, ocorreu a eleição para o novo presidente do Vasco da Gama. Pedrinho foi eleito com 3372 votos contra 1844 votos de Leven Siano, candidato que também estava na disputa da eleição. Pedrinho chegou ao poder com apoio de ex-companheiros e igualmente ídolos, Felipe e Edmundo.

## Títulos
Vasco da Gama
- Copa Libertadores da América: 1998
- Campeonato Brasileiro: 1997 e 2000
- Copa Mercosul: 2000
- Torneio Rio-São Paulo: 1999
- Campeonato Carioca: 1998
- Taça Guanabara: 1998 e 2000
- Taça Rio: 1998, 1999 e 2001
- Troféu Bortolotti: 1997

Palmeiras
- Campeonato Brasileiro - Série B: 2003

Santos
- Campeonato Paulista: 2007[41]